# Oleksandropil, Solone
Oleksandropil (în ucraineană Олександропіль) este localitatea de reședință a comunei Oleksandropil din raionul Solone, regiunea Dnipropetrovsk, Ucraina.

## Demografie
Componența lingvistică a localității Oleksandropil
     Ucraineană (97,69%)
     Rusă (1,54%)
     Alte limbi (0,33%)
Conform recensământului din 2001, majoritatea populației localității Oleksandropil era vorbitoare de ucraineană (97,69%), existând în minoritate și vorbitori de rusă (1,54%).